# العلاقات الزيمبابوية اللاوسية
العلاقات الزيمبابوية اللاوسية هي العلاقات الثنائية التي تجمع بين زيمبابوي ولاوس.

## مقارنة بين البلدين
هذه مقارنة عامة ومرجعية للدولتين:
| وجه المقارنة                                              | زيمبابوي | لاوس        |
| --------------------------------------------------------- | --- | ----------- |
| المساحة (كم2)                                             | 390.76 ألف | 236.80 ألف  |
| عدد السكان (نسمة)                                         | 16.53 مليون | 6.86 مليون  |
| الكثافة السكانية (ن./كم²)                                 | 42.3 | 28.97       |
| العاصمة                                                   | هراري | فيينتيان    |
| اللغة الرسمية                                             | لغة إنجليزية، اللغة الشونا، النديبيلية الشمالية ‏، لغة الشيشيوا، Barwe ‏، Kalanga language ‏، Tshwa language ‏، النداو ‏، اللغة التسونجا، لغة الإشارة الزيمبابوية ‏، اللغة السوتية، تونغا ‏، اللغة التسوانية، اللغة الفيندية، اللغة الكوسية | اللغة اللاو |
| العملة                                                    | دولار أمريكي | كيب لاوي    |
| الناتج المحلي الإجمالي (بليون دولار)                      | 17.85 مليار | 16.85 مليار |
| الناتج المحلي الإجمالي (تعادل القوة الشرائية) بليون دولار | 27.88 مليار | 38.71 مليار |
| الناتج المحلي الإجمالي الاسمي للفرد دولار أمريكي          | 924 | 1.82 ألف    |
| الناتج المحلي الإجمالي للفرد دولار أمريكي                 | 1.79 ألف |             |
| مؤشر التنمية البشرية                                      | 0.509 | 0.575       |
| رمز المكالمات الدولي                                      | +263 | +856        |
| رمز الإنترنت                                              | .zw | .la         |
| المنطقة الزمنية                                           | ت ع م+02:00 | ت ع م+07:00 |

## منظمات دولية مشتركة
يشترك البلدان في عضوية مجموعة من المنظمات الدولية، منها:
| علم المنظمة | اسم المنظمة                        | تاريخ انضمام زيمبابوي | تاريخ انضمام لاوس |
| ----------- | ---------------------------------- | --------------------- | ----------------- |
|             | مؤسسة التنمية الدولية              | 29 سبتمبر 1980        | 28 أكتوبر 1963    |
|             | الأمم المتحدة                      | 25 أغسطس 1980         | 14 ديسمبر 1955    |
|             | منظمة الشرطة الجنائية الدولية      | ?                     | ?                 |
|             | البنك الدولي للإنشاء والتعمير      | 29 سبتمبر 1980        | 5 يوليو 1961      |
|             | منظمة حظر الأسلحة الكيميائية       | ?                     | ?                 |
|             | مؤسسة التمويل الدولية              | 29 سبتمبر 1980        | 29 يناير 1992     |
|             | وكالة ضمان الاستثمار متعدد الأطراف | 10 أبريل 1992         | 5 أبريل 2000      |
|             | يونسكو                             | 22 سبتمبر 1980        | 9 يوليو 1951      |

## وصلات خارجية
- موقع وزارة الخارجية الزيمبابوية